# Paghman (huyện)
Paghman là một huyện thuộc tỉnh Kabul, Afghanistan. Dân số thời điểm năm 1999 là 117,615 người.